# Psychotria mons-mi
Psychotria mons-mi är en måreväxtart som beskrevs av Markus Ruhsam. Psychotria mons-mi ingår i släktet Psychotria och familjen måreväxter. Inga underarter finns listade i Catalogue of Life.